# Јоже Пучник
Јоже Пучник (Чрешњевец, 9. март 1932 — 11. јануар 2003) био је словеначки јавни интелектуалац, социолог и политичар. Током комунистичког режима Јосипа Броза Тита, Пучник је био један од најцењенијих словеначких критичара диктатуре и недостатка грађанских слобода у Југославији. Био је у затвору укупно 7 година, а касније је присиљен на егзил. Након повратка у Словенију крајем осамдесетих година прошлог века, постао је вођа Демократске опозиције Словеније, платформе демократских партија које су поразиле комунисте у првим слободним изборима 1990. године и увеле демократски систем и тржишну економију у Словенију. Такође се сматра једним од очева словеначке независности од Југославије.

## Младост
Пучник је рођен у селу Чрешњевец у Словенској Бистрици, у тадашњој Краљевини Југославији. Рођен је у сељачкој римокатоличкој породици. Његова породица је подржавала Ослободилачки фронт Словеније током Другог светског рата: његов старији брат Иван био је антинацистички борац отпора у Народноослободилачкој војсци Југославије.
Већ као адолесцент, Пучник се сукобио са комунистичким установама. Због неких критичних мисли објављених у средњошколским новинама Искања, забрањено му је да полаже завршни испит. Пошто се није могао уписати на факултет, придружио се Југословенској народној армији. По завршетку војне службе, положио је завршни испит и уписао се на Универзитет у Љубљани, где је студирао филозофију и компаративну књижевност, дипломирајући 1958. године.
Док је живео у Љубљани, укључио се у групу младих интелектуалаца, познатих као "Критичка генерација", која је покушала отворити простор за јавну расправу и изазвала ригидну културну политику титоистичког режима у Социјалистичкој Републици Словенији. Међу Пучниковим најближим сарадницима из тог периода били су књижевни историчар Тарас Кермаунер, социолог Вељко Рус и песник Вено Тауфер. Пучник је веровао да се систем може променити изнутра и стога се придружује Комунистичкој партији Словеније. Истовремено је објавио неколико чланака у часопису Ревија 57, у којем је отворено критиковао економску политику комунистичког режима.

## Наслеђе
Пучник се сматра једним од очева независне Словеније. Неки, посебно у словеначким десничарским круговима, такође га зову "оцем словеначке демократије".
Године 2006. постхумно је награђен Орденом за изузетне заслуге Словеније. Влада Словеније је 2007. године по њему именовала главни међународни аеродром у Словенији, Међународни аеродром Јоже Пучник Љубљана. Одлуку су неки критиковали, укључујући тадашњег председника Словеније Јанеза Дрновшека, који је јавно изразио поштовање према Пучнику, али се није сложио са преименовањем аеродрома по њему. Аутор и новинар Споменка Хрибар, бивши Пучников колега, изјавила је да се Пучник не би сложио са таквим преименовањем, јер је био скромна особа која није волела јавну славу и одбацивала је било који "култ личности". Сличну изјаву дао је и Пучников син Горазд, који се међутим није супротставио преименовању и био је присутан на церемонији преименовања.
Словеначки либерални козервативни тинк тенк Јоже Пучник инститту и основна школа у његовом родном месту Чрешњевец су такође названи по њему.
На иницијативу Милана Звера, Европски парламент је 11. јуна 2018. године објавио да ће конференцијска сала носити име Јоже Пучник. Званична инаугурација одржана је 28. јуна 2018. године у Бриселу, где су председник Европског парламента Антонио Тајани, предсједавајући Групе Европске народне партије у Европском парламенту Манфред Вебер, председник Словеније Борут Пахор, председник Словеначке демократске странке Јанез Јанша и иницијатор Милан Звер били су међу почасним говорницима. На инаугурацији је присуствовала и породица Јожета Пучника.

## Дела
- Kultura, družba in tehnologija ("Култура, друштво и технологија", 1988).
- K političnemu sistemu Republike Slovenije ("Ка политичком систему Републике Словеније", 1990).
- Iz arhivov slovenske politične policije ("Из архива словеначке политичке полиције", 1996).
- Izbrano delo ("Изабрана дела", уредио Иван Урбанчић, Јанез Јанша, 2003).